# UCLA学生宿舍

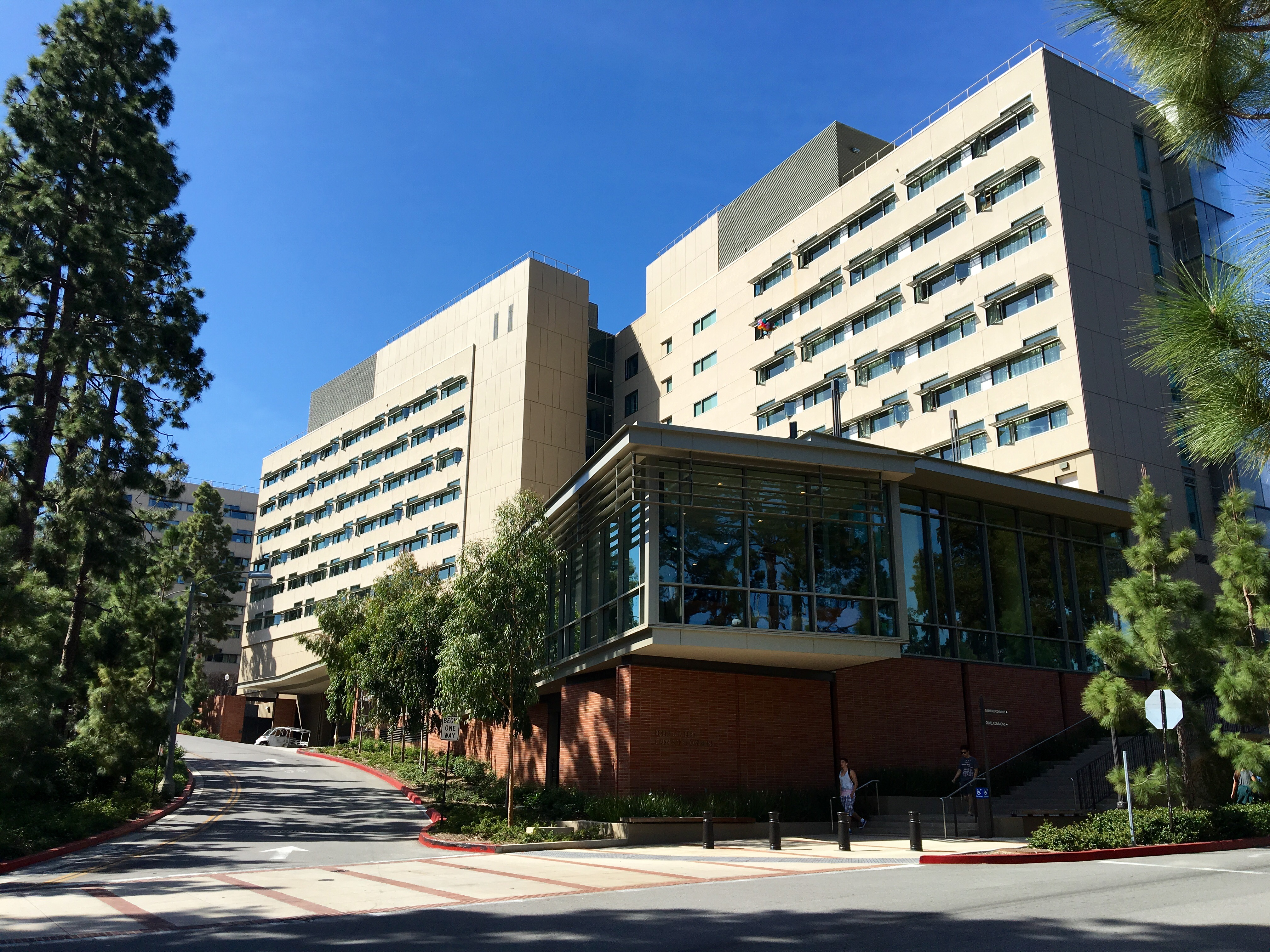
位于De Neve旁边的Carnesale Commons，进入宿舍区山顶的必经之路

加州大学洛杉矶分校（UCLA）拥有规模庞大的学生宿舍系统，为一万余名本科及研究生提供住宿。大学庞大的宿舍群由生活服务办公室（Office of Residential Life）及宿舍管理办公室（Housing and Hospitality Services）共同运营。其覆盖范围不仅包括校园内的宿舍系统，也涵盖校外的学生住宅。

## 历史
UCLA的第一栋宿舍楼是赫尔希楼（Hershey Hall），位于校园东南侧希尔加德大道（Hilgard Avenue）。该楼命名取自好莱坞名流欧米亚·赫尔希，此人曾捐赠30万美元供UCLA修建女生宿舍，并于1959年加建了男生宿舍。目前，此楼已经被改造成教学用楼，但建筑西侧一部分在兴建生命科学大楼（Terasaki Life Sciences Building）时被拆除。而1959年加建的男生宿舍也因为1994年北岭大地震遭到破坏，被停车场取代。
1950年代后，由于学生增加，校区内宿舍不够使用，学校决定在校园西北侧的一座尚未开发的荒山上开荒扩建宿舍区。第一栋位于山腰的高层宿舍楼（Dykstra Hall）于1959年建成。1960年代，又相继建成了Sproul、Rieber、Hedrick三栋高楼。从此，宿舍区从校园内搬到了山上，成为学生们生活起居的地方。“山岗（The Hill）”也成了宿舍区的代名词。今天，“山岗”共有超过20座宿舍楼及别墅，有超过14,000名学生住在这里。此外，这里还有四座自助食堂、多个速食店、便利店等饮食设施，以及健身房、游泳池、网球场等辅助设施。

## 管理及使用
“山岗”主要由两个部门管理。其中，生活服务办公室（Office of Residential Life）负责优化学生生活和体验、组织社交及教育类活动、并管有二百余名学生组成的宿管团队。而宿舍管理办公室（Housing and Hospitality Services）则管理行政方面的内容，包括区域的维护、房间分配、基础设施建设等。当前，UCLA宣称保证学生至少三年的在校住宿，而第四年学生则需要抽签才能决定是否能允许继续留在山上住。“山岗”目前持续进行着扩建，最新的宿舍楼于2013年投入运营，而大学在未来仍计划投入更多资源达成“四年住宿保证”计划。UCLA也正考虑为跨性别学生提供男女住同一房间的宿舍，但这一计划引来校园安全等争议。与此同时，UCLA宿舍价格昂贵。在2015年，一个住在双人间且使用食堂的学生需要支付超过14,000美元，且价格仍以每年2%的速度上涨。为了解决日益紧张的住宿问题，UCLA正计划扩建宿舍区，将在校园周边建设8栋新宿舍楼，包括一栋20层的高层大楼。然而，由于规模庞大，该计划遭到了一些西木区居民的反对。
UCLA是2015年特殊奥林匹克运动会运动员的居住营地。洛杉矶市申办2024年奥林匹克运动会时，指定UCLA为2024年奥运会的运动员居住地。

## 社群
“山岗”共有五个宿舍群，每个社群都有自己的主题或风格，同时拥有自己的服务部门和配套设施：

### De Neve Plaza
该社群由九栋楼组成：
- Acacia View（简称A）
- Birch Heights（简称B）
- Cedar Bluff（简称C）
- Dogwood Glen（简称D）
- Evergreen Pass（简称E）
- Fir Grove（简称F）
- Gardenia Way
- Holly Ridge

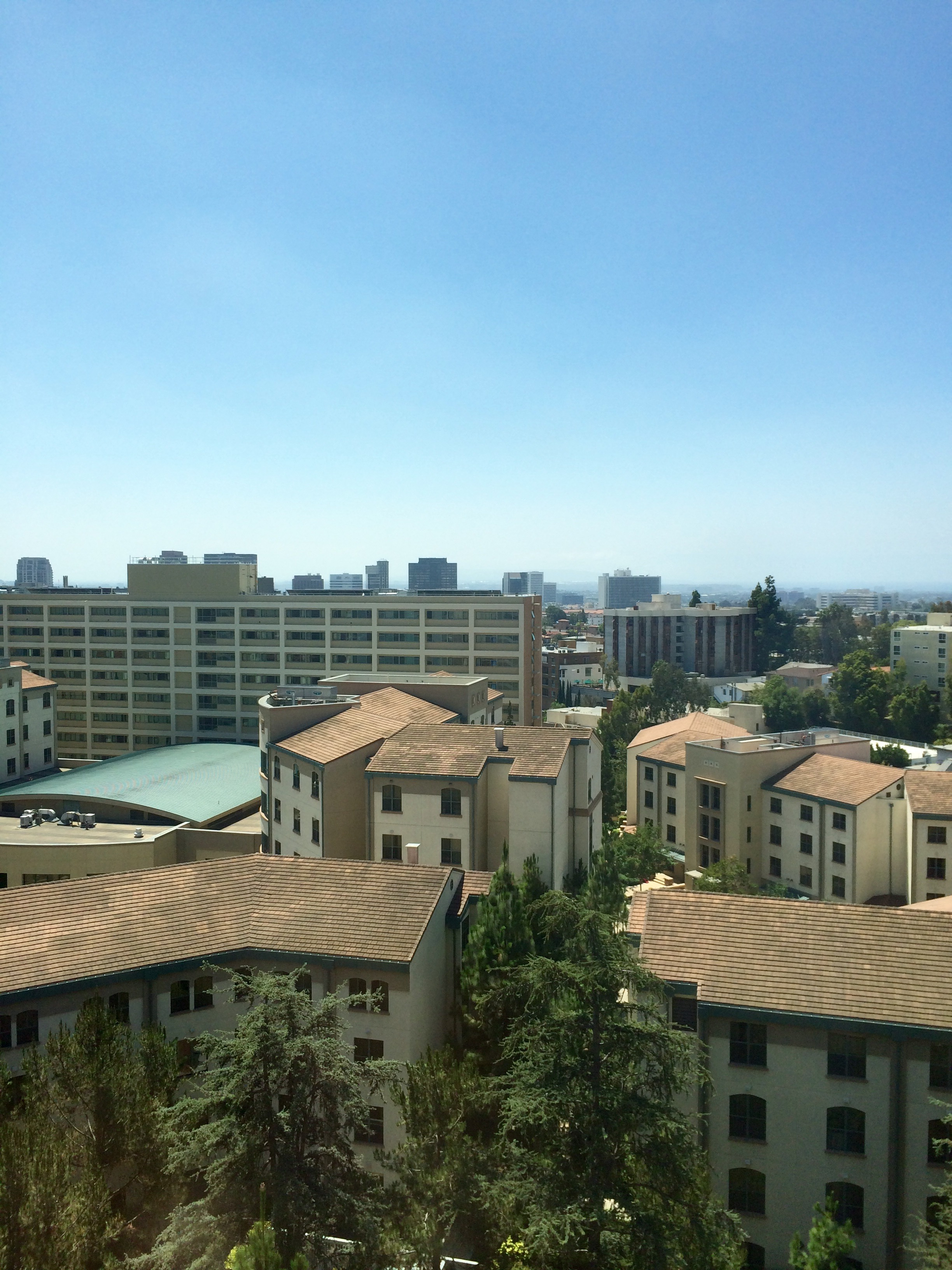
眺望De Neve Plaza以及其背后的Dykstra Hall

- Dykstra Hall

Dykstra Hall于1959年建立，是全美第一栋男女混合宿舍楼。1990年代起在这栋楼的后身相继建立了五座地中海式建筑（De Neve A、B、C、D、E、F），中间以一个广场相连。而最新的大楼于2012年建立（Gardenia、Holly），属于现代风格的宿舍楼。De Neve Plaza距离主校区距离最近。

### Sproul Plaza
- Sproul Hall
- Sproul Cove
- Sproul Landing

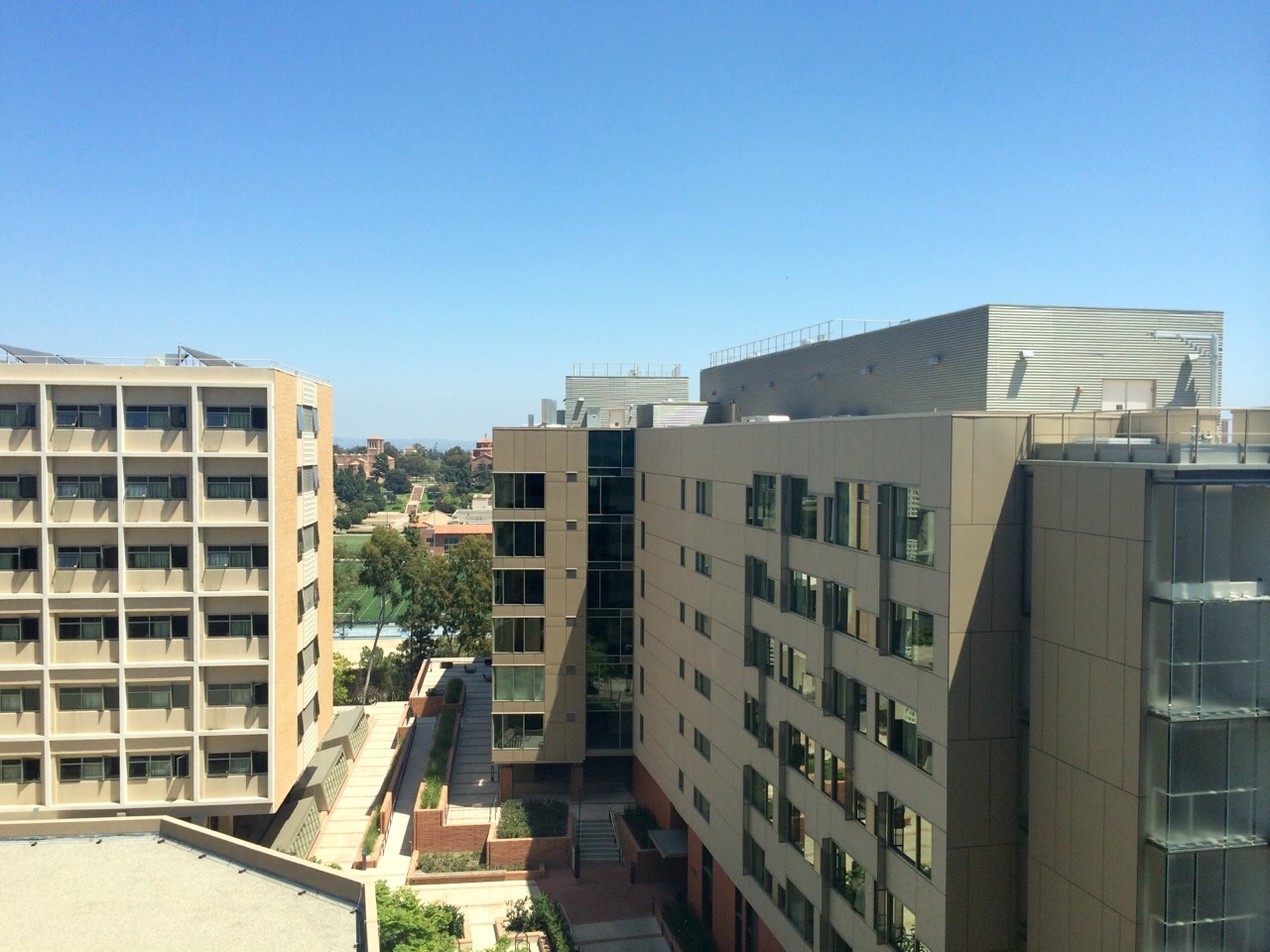
左边是Sproul Hall，右边是Landing。可以瞭望UCLA的标志性建筑罗斯大厅。

Sproul的名称来源于加利福尼亚大学前任校长罗伯特·戈登·斯普劳尔（Robert Gordon Sproul）。其中，Sproul Hall 1960年建立，是当前使用的第二年长的宿舍楼。而Cove和Landing均为2013年投入使用，现代风格。

### Rieber Court
- Rieber Hall
- Rieber Terrace
- Rieber Vista
- Saxon Suites

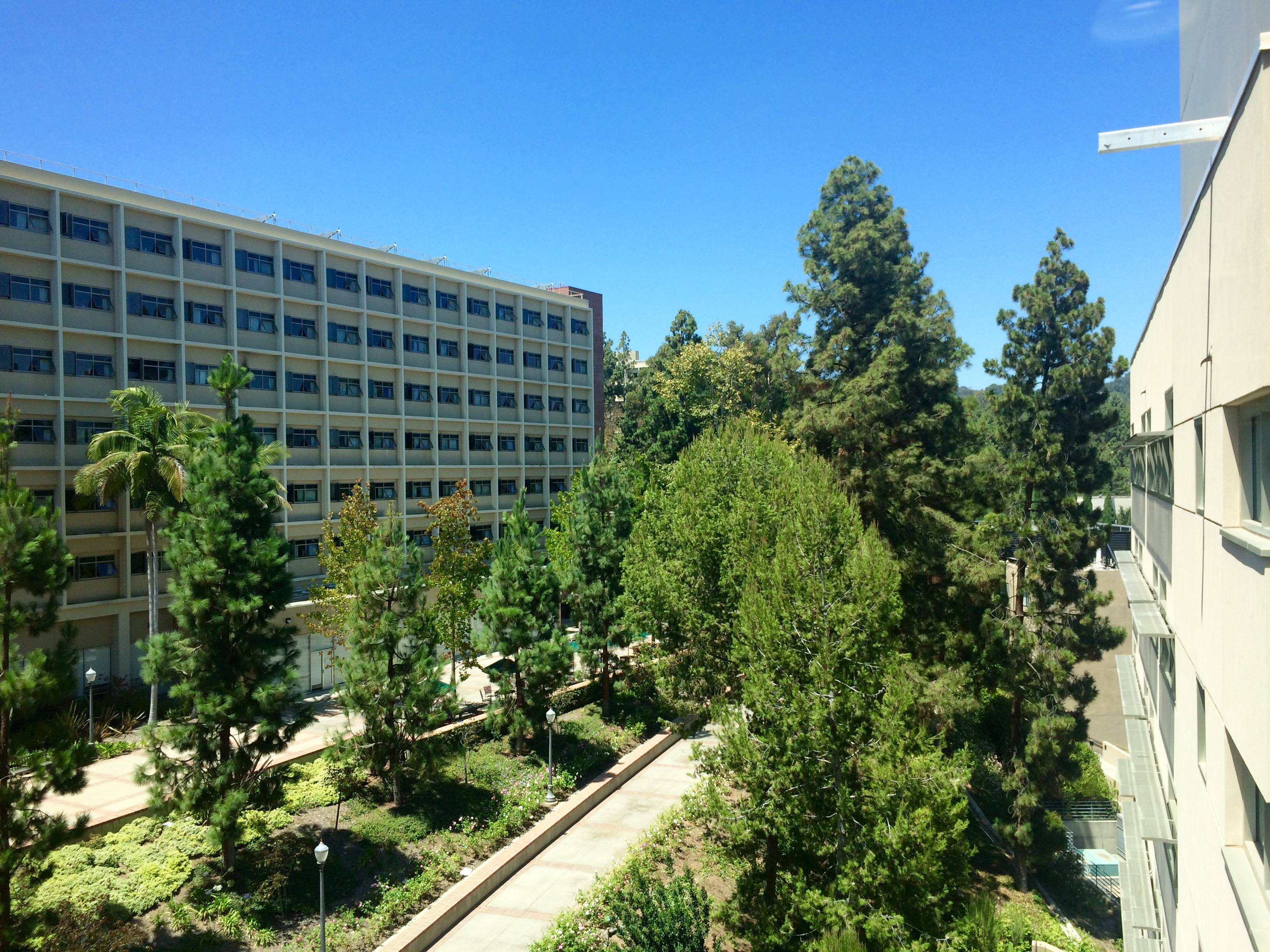
Rieber Court 广场

该社群位于山腰上方，命名来源于UCLA文理学院第一任主任查尔斯·里伯（Charles H. Rieber）。其中，Rieber Hall 1963年建立，Terrace与Vista均为2005-2006年投入使用。Saxon Suites则是UCLA第一组低密度联体别墅宿舍，1981年建成。

### Sunset Village
- Canyon Point
- Courtside
- Delta Terrace

日落村于1990年代投入使用，位于山腰正中，均为中密度地中海风格建筑，有一个草坪广场被三栋建筑半包围。日落村是邮政中心所在地，收发所有往来宿舍区的邮件与包裹。日落村紧邻拥有网球场和游泳池的娱乐中心（Sunset Recreation Center）

### Hedrick Court
- Hedrick Hall
- Hedrick Summit
- Hitch Suites

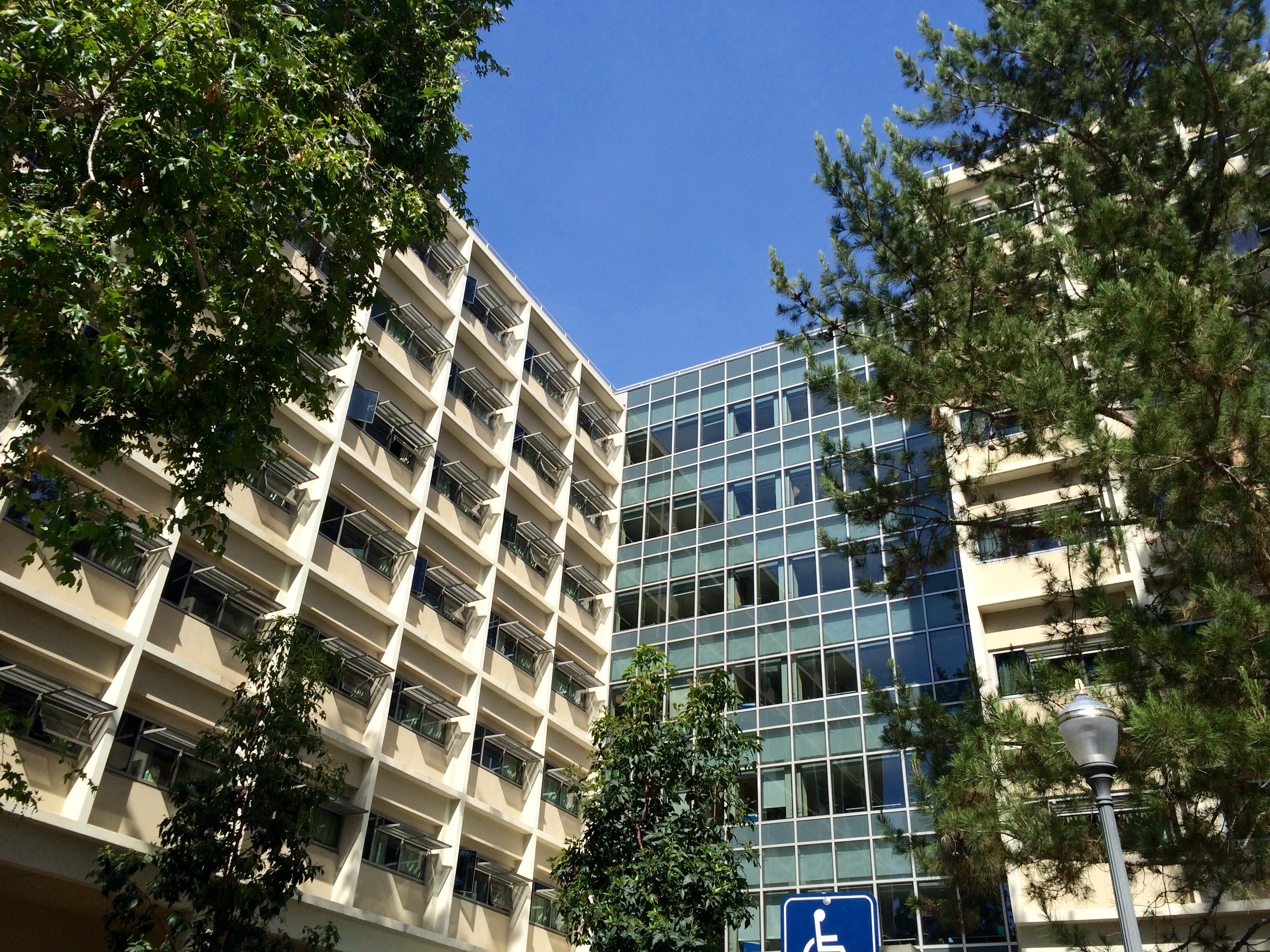
Hedrick Hall

该社群位于山顶，距离校区最远。命名来自加利福尼亚大学前任副校长厄尔·雷蒙德·赫德里克（Earle Raymond Hedrick）。Hedrick Hall在1964年建成，而Summit则在2005年投入使用。Hitch Suites是联体别墅，1981年投入使用，2015二次大修。

## 宿舍类型

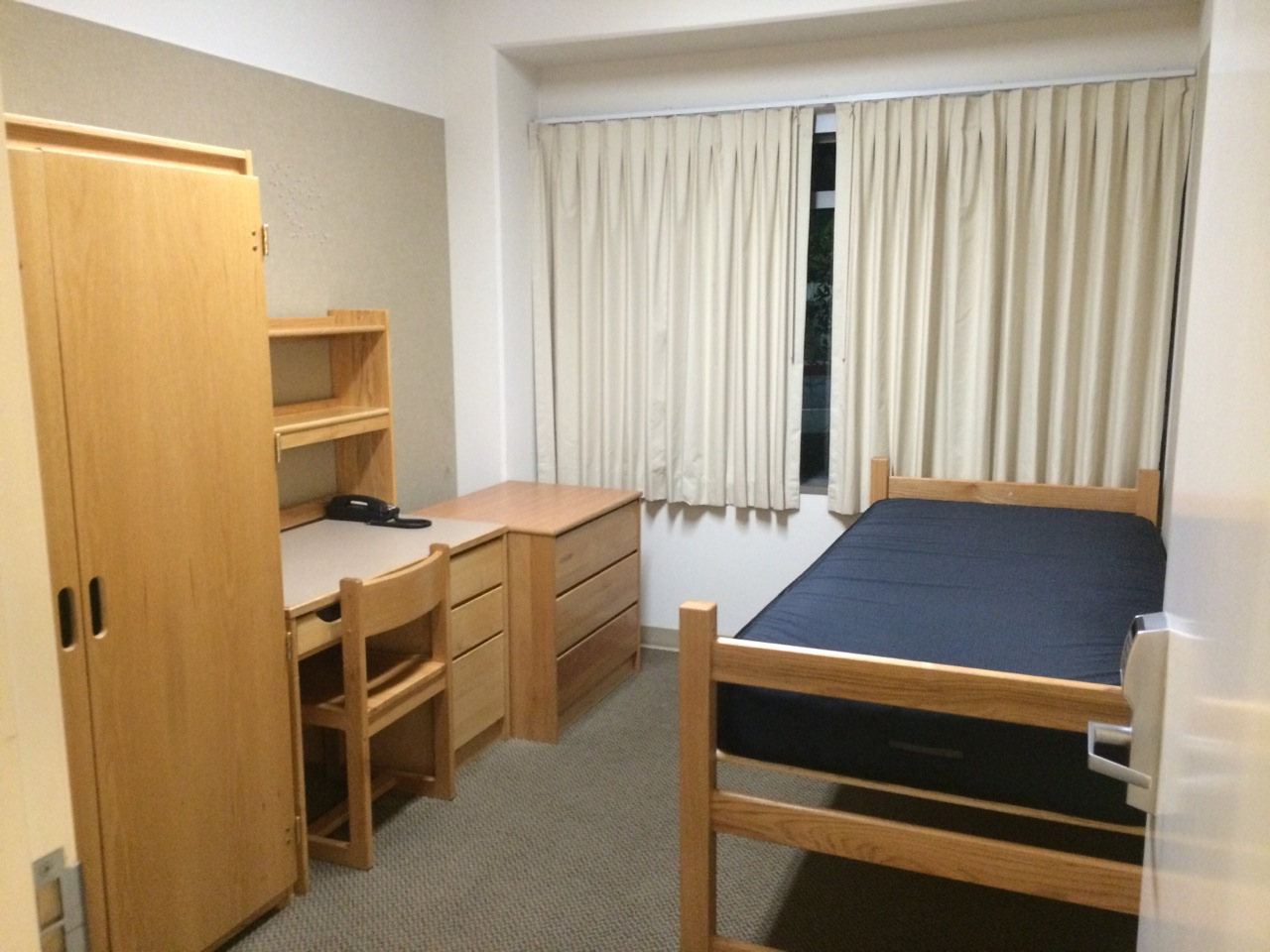
Hedrick Summit的单人间，属于Plaza（“广场”）型配置。

UCLA的宿舍分为四类房型：经典、豪华、广场、和套间。不同类型的房型体验会很不同，价格也有差别。
| 宿舍类型                 | 空调     | 设备                                                 | 房间类型               | 代表建筑                                                                                |
| ------------------------ | -------- | ---------------------------------------------------- | ---------------------- | --------------------------------------------------------------------------------------- |
| Classic Hall（经典宿舍） | 无       | 公共厕所、空间狭小                                   | 双人、三人、极少数单人 | Hedrick Hall、Sproul Hall、Rieber Hall、Dykstra Hall                                    |
| Deluxe Hall（豪华宿舍）  | 有       | 公共厕所，但房间较大                                 | 双人、三人             | Sproul Cove，Sproul Landing，Gardenia，Holly                                            |
| Plaza（广场）            | 有       | 私人厕所或两个房间共用（类似于酒店）                 | 单人、双人、三人       | 所有De Neve Plaza A-F、Rieber Vista、Rieber Terrace、Hedrick Summit，所有Sunset Village |
| Suite（套间）            | 仅有暖气 | 几个房间共用厕所和一个私人客厅，有沙发和电视柜等家具 | 双人、三人             | Saxon Suites、Hitch Suites                                                              |

## 配套设施
“山岗”除了学生宿舍，还有三栋综合楼
- De Neve Commons，位于De Neve Plaza[21]
- Covel Commons
- Carnesale Commons，2013年开放，是全美第一个“健康饮食主题”食堂Bruin Plate（熊盘子）的所在地。[22]

每一栋综合楼内都提供自助食堂、学习室、会议室、演示厅，并提供银行和邮政服务。
“山岗”拥有四座大型自助食堂、三个快餐食堂、一个专供夜宵的服务、一个兼学习与饮食为一身的多功能食堂，为学生提供饮食服务。

## 延伸阅读
- UCLA 各个建筑命名由来 （页面存档备份，存于）
- UCLA宿舍区互动地图，可以查看各个建筑的基本信息 （页面存档备份，存于）